# Doddanayakanahalli, Kadur
Doddanayakanahalli là một làng thuộc tehsil Kadur, huyện Chikmagalur, bang Karnataka, Ấn Độ.